# جلان كوربيت
جلان كوربيت (بالإنجليزية: Glen Corbett)‏ هو ممثل أمريكي، ولد في 15 سبتمبر 1922 في Wayne, Pennsylvania ‏ في الولايات المتحدة، وتوفي في 15 أغسطس 1997 في هيوستن في الولايات المتحدة بسبب سرطان.

## وصلات خارجية
- جلان كوربيت على موقع IMDb (الإنجليزية)
- جلان كوربيت على موقع كينوبويسك (الروسية)